# Monkey's Audio
Monkey's Audio is een compressiealgoritme om zonder enig kwaliteitsverlies (lossless) geluid te comprimeren, in tegenstelling tot lossy methodes als AAC, MP3 en Vorbis. Monkey's Audio werd in 2000 geïntroduceerd. Voor deze codec wordt de afkorting APE gebruikt.

## Vergelijking
Het voordeel van Monkey's Audio is een betere compressieverhouding in vergelijking met FLAC en WavPack. Enkele nadelen zijn de symmetrische codec-eigenschappen, waardoor zowel het coderen als decoderen evenveel tijd in beslag neemt, en de beperkte ondersteuning voor andere platforms dan Microsoft Windows.
Een Monkey's Audio-bestand is door de verliesvrije eigenschappen ongeveer 3 tot 5 keer groter dan een MP3-bestand met 192 kbit/s bitsnelheid.
Ondanks dat de broncode vrij verkrijgbaar is als freeware, wordt de licentie niet als open source beschouwd. Hierdoor is het voor Linuxdistributies niet mogelijk om het toe te voegen.